# Antonio Rosino
Antonio Rosino (Venezia, 3 marzo 1942) è uno scacchista, dirigente sportivo e saggista italiano. Tra i migliori scacchisti italiani fra gli anni '60 e '80, si è distinto anche come dirigente e divulgatore del giuoco.

## Biografia
Nasce a Venezia nel 1942. Dopo gli studi a Venezia si laurea in Matematica all'Università degli Studi di Padova, ha esercitato la professione di insegnante di Matematica e Fisica dal 1966 al 2003 soprattutto al Liceo Scientifico "G. B. Benedetti" di Venezia.

## Carriera
Inizia a giocare a scacchi da giovane, distinguendosi già negli anni '50. Dal 1963 è Maestro nazionale di scacchi (M), all'epoca il più giovane in Italia. Nel 1983 fu promosso a Maestro FIDE.
Il suo record personale nel rating mondiale lo ottiene nella classifica FIDE di luglio 1983, dove totalizza 2 350 punti Elo. Questo risultato lo pone come n°6 in Italia e 938º al mondo.
Ha vinto il Campionato italiano juniores per tre volte (1959, 1960, 1962) e il campionato italiano seniores cinque volte nel 2005, 2006, 2007, 2010 e 2011: in entrambe le competizioni detiene il record di vittorie (solo Niccolò Ronchetti è riuscito a eguagliare i suoi tre titoli Juniores).
Ha partecipato a quattro campionati italiani assoluti: San Benedetto del Tronto 1969, Sottomarina 1970, Castelvecchio Pascoli 1974 e Venezia 1979. Non è però mai riuscito ad andare a premio.
Ha rappresentato l'Italia in competizioni internazionali individuali e a squadre. In particolare ha preso parte a un Mondiale Juniores, un'Universiade, una Mitropa Cup, a un campionato della Comunità Europea a squadre (arrivando terzo), a sette Mondiali Seniores (ottenendo anche un bronzo individuale), a un Mondiale Seniores a squadre, a sei Europei Seniores, a sei Europei a Squadre.

## Dirigente sportivo
È stato fra i fondatori dell'ARCI scacchi nel 1975, poi Lega Scacchi UISP, ed è stato per diversi anni vicepresidente dell'ARCI dama scacchi. 
Nel periodo in cui è stato consigliere federale è stato capo delegazione dell'Italia e capitano non giocatore della squadra olimpica maschile o femminile in sei Olimpiadi consecutive: Manila (isole Filippine) nel 1992, Mosca (Russia) nel 1994, Erevan nel 1996, Ėlista (Russia) nel 1998, Istanbul (Turchia) nel 2000 e Bled (Slovenia) nel 2002. È stato trainer di rappresentative giovanili italiane ai Campionati Europei Giovanili di Żagań nel 1995, ai Campionati Mondiali Giovanili di Oropesa del Mar in Spagna nel 1999 e di Kallithea in Grecia nel 2003.
Ha contribuito ad organizzare a Venezia i tornei internazionali ad inviti 1967, 1969, 1971, 1974 e 1980. Ha organizzato inoltre tutte le edizioni del festival scacchistico "Autunno Scacchistico Veneziano". Alla fine degli anni '90 organizza assieme a un altro professore di Venezia e a uno di Vienna i campionati internazionali studenteschi di scacchi, che si svolgono a partire dal 1999. Dal 1994 le squadre scolastiche di scacchi di cui è stato istruttore e allenatore hanno vinto diversi campionati internazionali studenteschi di scacchi e numerosi premi nelle finali nazionali dei Giochi Sportivi Studenteschi di Scacchi.
Si deve tra gli altri a lui l'esistenza delle categorie riconosciute dalla FSI come le conosciamo oggi: vi è proprio Rosino dietro i regolamenti che prevedono le varie norme per diventare Maestro (M).
È “Formatore di istruttori” della Federazione Scacchistica Italiana e ha diretto corsi per istruttori a Venezia, Padova, Lignano, Udine, Trieste, Forlì, Alfonsine (RA), Cagliari. Lui stesso è istruttore, di grado "Istruttore Capo": il livello più alto riconosciuto dalla Federazione Scacchistica Italiana. Dirige il Centro CONI di Avviamento allo Sport – Scacchi di Venezia presso il Circolo Scacchistico “Esteban Canal”. Ha tenuto corsi di scacchi in scuole di ogni ordine e grado dal 1966 ad oggi e, nel 2009, anche presso l'Università della Terza Età di Venezia.

## Giornalista e saggista
Ha diretto per tre anni Contro Mossa, la rivista scacchistica dell'ARCI Scacchi, ed ha collaborato e/o collabora alle riviste ARCI Dama Scacchi, En Passant, L'Italia Scacchistica, Scacco e Torre & Cavallo. Ha tenuto per dieci anni la rubrica scacchistica di Il Gazzettino e seguito sfide per il campionato del mondo su Il Gazzettino e Il Manifesto. Nel 2009 ha iniziato una rubrica di scacchi su La Nuova Venezia. Ha pubblicato diversi libri di scacchi, in particolare con Adriano Chicco Storia degli scacchi in Italia, edita da Marsilio a Venezia nel 1991.
Ha scritto le prefazioni alle traduzioni italiane di:
- Giocare a scacchi di Jurij Averbach e Michail Bejlin (1984)[4]
- La tua prima mossa di Aleksej Sokolskij (1985)[4]
- Le combinazioni nel centro partita di Igor Bondarevskij (1986)[4]

### Pubblicazioni
- Storia degli scacchi in Italia, con Adriano Chicco, Venezia, Marsilio Editori, 1990, ISBN 978-8831753838.

## Partite
Vanta diverse patte e vittorie con Maestri internazionali e Grandi Maestri. Spiccano una vittoria contro lo iugoslavo Ljubomir Ljubojević (ex n°3 al mondo e picco Elo 2 645), e le patte contro Volodymyr Tukmakov (ex n°18 al mondo e picco Elo: 2 610) e contro Milan Matulović (ex n°29 al mondo e picco Elo: 2 560), sotto riportate:
- Ljubomir Ljubojevic – Antonio Rosino (Venezia 1966)

Partita del centro - 1. e4 e5 2. d4 exd4 3. Qxd4 Nc6 4. Qe3 Nf6 5. Nc3 Bb4 6. Bd2 O-O 7. O-O-O Re8 8. Bc4 d6 9. h3 Ne5 10. Bb3 Be6 11. Bxe6 Rxe6 12. Qe2 a6 13. Nf3 Ned7 14. Nd4 Bxc3 15. Nxe6 Bxd2+ 16. Rxd2 fxe6 17. f4 d5 18. exd5 exd5 19. c4 c6 20. cxd5 Nxd5 21. Rhd1 a5 22. Kb1 Qf6 23. g4 a4 24. a3 b5 25. f5 N7b6 26. Qe4 Nc4 27. Rd4 Nxa3+ 28. Ka2 Nc4 29. g5 a3 30. Qxd5+ cxd5 31. gxf6 axb2+ 32. Kb3 Ra1 33. fxg7 Rxd1 0-1
- Antonio Rosino – Volodymyr Tukmakov (1968)

Difesa Siciliana - 1. e4 c5 2. Cf3 Cc6 3. d4 cxd4 4. Cxd4 g6 5. c4 Cf6 6. Cc3 Cxd4 7. Dxd4 d6 8. f3 Ag7 9. Ae3 a6 10. Ae2 0-0 11. Dd2 Ad7 12. Ah6 Axh6 13. Dxh6 b5 14. 0-0-0 bxc4 15. g4 Kh8 16. h4 Da5 17. De3 Tfd8 18. g5 Ch5 19. f4 Dc5 20. Dd2 Tab8 21. Axh5 gxh5 22. f5 De5 23. Tdg1 Tg8 24. Tg2 a5 25. De2 a4 26. a3 Tb3 27. Df3 Ac6 28. Te2 Tgb8 29. Thh2 Dd4 30. Thf2 Td8 31. Td2 De5 32. Tfe2 Tdb8 33. Tc2 Dd4 34. Ted2 Dg1+ 35. Td1 Db6 36. De2 Dc5 37. Tdd2 Dg1+ 38. Td1 Dc5 39. Te1 Dd4 40. Td1 1/2-1/2
- Milan Matulović - Antonio Rosino (1969)

Partita spagnola - 1. e4 e5 2. Cf3 Cc6 3. Ab5 a6 4. Aa4 Cf6 5. 0-0 Cxe4 6. d4 b5 7. Ab3 d5 8. dxe5 Ae6 9. c3 Ac5 10.Cbd2 0-0 11. Ac2 Cxf2 12. Txf2 f6 13. exf6 Axf2+ 14. Rxf2 Dxf6 15. Rg1 Tae8 16. Df1 Af5 17. Ab3 Dd6 18. Df2 Ag4 19. Dg3 Ce5 20. Cxe5 Txe5 21. Cf1 Db6+ 22. Ce3 Tfe8 23. Axd5+ Txd5 24. Dxg4 Tde5 1/2-1/2